# SX-10
SX-10 banda americana de rap metal formada en 1994 por el rapero Sen Dog.

## Historia
SX-10 se formó en Los Ángeles en 1994 por el miembro de Cypress Hill, Sen Dog. De acuerdo a Sen Dog, SX-10 se creó porque querían llevar a cabo un estilo diferente de música. En 1998, SX-10 lanzó su EP Get Wood en Flip Records. Flip en el futuro tendría entre sus artistas más destacados a Limp Bizkit, Staind, y Cold. SX-10 lanzó su primer álbum de estudio Mad Dog American, el 6 de junio de 2000. Como artistas invitados se encontraban DJ Muggs, Everlast, Mellow Man Ace, Eric Bobo y Kottonmouth Kings. El comentador de Allmusic John Young escribió que "La banda posiblemente se inspiró y suena bastante parecida a Rage Against the Machine - y aunque esta no allá sido la intención, esto podría ser mejor o peor para la banda. Es más agradable que la mayoría de los temas de Cypress Hill." Los miembros Andy Zambrano y Jeremy Fleener también colaboraron en el álbum de 2001 Stoned Raiders, de Cypress Hill. En 2002, SX-10 compartió una gira con Linkin Park, Cypress Hill, y Adema. En 2006, Sen Dog declaró que SX-10 estaría trabajando en un segundo álbum The Light. Slash, Zakk Wylde, y Jaimie Jasta (Hatebreed) serían sólo algunos de los artistas que aparecerían en el álbum. SX-10 también puede ser escuchado en varias bandas sonoras de videojuegos de PS2, así como en varios episodios de la serie de televisión de policía The Shield. También tienen pistas en las bandas sonoras de Lord of War y Mod Squad. El 5 de junio de 2005, SX-10 tuvo un concierto en Nueva York en el CBGB, agotándose todas las entradas muy pronto. Este sería uno de los últimos conciertos que se celebrarían en el CBG antes de cerrar sus puertas para siempre. SX-10 sigue tocando después de más de una década de estar juntos.

## Miembros
- Sen Dog — vocales
- Frank Mercurio — bajo
- Andy Zambrano — guitarra
- Jeremy Fleener — guitarra
- Sean McCormick — batería

## Discografía
- Get Wood (1998)
- Mod Squad (1999)
- Mad Dog American (2000)
- The Shield (music from the streets) (2005)
- The Light (2006)
- EP (2008)